# Farnborough (Berkshire)
Farnborough è un villaggio e parrocchia civile dell'Inghilterra, appartenente alla contea del Berkshire.